# چتمی (گوموش‌حاجی‌کوی)
چتمی (به ترکی استانبولی: Çetmi) یک منطقهٔ مسکونی در ترکیه است که در گوموش‌حاجی‌کوی واقع شده‌است.